# La casa (còmic)
La casa és un còmic de Paco Roca publicat per l'editorial Astiberri l'any 2015.
L'obra és la història de tres germans que tornen un any després de la mort del seu pare a la casa familiar on van créixer. La seva intenció és netejar-la per vendre-la, però amb cada objecte que tiren s'enfronten als seus records.
En Paco Roca ofereix un còmic amb un to molt personal i ressons autobiogràfics per a parlar de la mort, dels records i de les relacions familiars. L'autor va crear el còmic després de la mort del seu pare i del naixement del seu primer fill.

## Premis
L'obra La casa va guanyar el Premi al Millor Còmic Nacional 2015, guardó atorgat per les llibreríes especialitzades integrades a Zona Comic i a la Confederació Espanyola de Gremis i l'Associacions de LLibereters (CEGAL).